# Accentuate the Positive
Accentuate the Positive es un álbum grabado en 2004 por Al Jarreau y producido por Tommy LiPuma. Al igual que la canción que da título al álbum, la mayoría de las canciones son de la década de 1940.

## Canciones
1. "Cold Duck" (Harris, Jarreau)
2. "The Nearness of You" (Carmichael, Washington)
3. "I'm Beginning to See the Light" (Ellington, George, Hodges, James)
4. "My Foolish Heart" (Washington, Young)
5. "Midnight Sun" (Hampton, Burke & Mercer)
6. "Accentuate the Positive" (Arlen, Mercer)
7. "Betty Bebop's Song" (Jarreau, Ravel)
8. "Waltz for Debby" (Evans, Lees)
9. "Groovin' High" (Gillespie, Jarreau)
10. "Lotus" (Grolnick, Jarreau)
11. "Scootcha Booty" (Ferrante, Jarreau)

## Personal
- Al Jarreau
- Keith Anderson - saxos
- Larry Williams - teclados y arreglos
- Russell Ferrante - piano
- Larry Goldings - Hammond B-3
- Tollak Ollestad - armónica
- Anthony Wilson - guitarra
- Christian McBride - bajo
- Dave Carpenter - bajo
- Mark Simmons - batería
- Peter Erskine - batería
- Luis Conte – percusión